# Olympische Winterspiele 1994/Teilnehmer (Amerikanische Jungferninseln)
| Gelbes Symbol für Goldmedaillen mit stilisierten Olympischen Ringen | Graues Symbol für Silbermedaillen mit stilisierten Olympischen Ringen | Braundes Symbol für Bronzemedaillen mit stilisierten Olympischen Ringen |
| ------------------------------------------------------------------- | --------------------------------------------------------------------- | ----------------------------------------------------------------------- |
| —                                                                   | —                                                                     | —                                                                       |

Die Amerikanischen Jungferninseln nahmen an den Olympischen Winterspielen 1994 im norwegischen Lillehammer mit einer Delegation von acht Sportlern, sieben Männer und eine Frau, in zwei Sportarten teil. 
Es war die dritte Teilnahme der Amerikanischen Jungferninseln an Olympischen Winterspielen.

## Flaggenträger
Der Rodler Kyle Heikkila trug die Flagge der Amerikanischen Jungferninseln während der Eröffnungsfeier im Skisprungstadion.

## Teilnehmer nach Sportarten

### Bob
| Athleten                                              | Wettbewerb | Lauf 1  | Lauf 1 | Lauf 2  | Lauf 2 | Lauf 3  | Lauf 3 | Lauf 4  | Lauf 4 | Gesamt      | Gesamt |
| Athleten                                              | Wettbewerb | Zeit    | Rang   | Zeit    | Rang   | Zeit    | Rang   | Zeit    | Rang   | Zeit        | Rang   |
| ----------------------------------------------------- | ---------- | ------- | ------ | ------- | ------ | ------- | ------ | ------- | ------ | ----------- | ------ |
| Männer                                                |            |         |        |         |        |         |        |         |        |             |        |
| Keith Sudziarski Todd Schultz                         | Zweierbob  | 55,16 s | 39     | 55,13 s | 40     | 55,24 s | 39     | 55,25 s | 40     | 3:40,78 min | 38     |
| Zachary Zoller Paul Zar                               | Zweierbob  | 56,01 s | 43     | 56,57 s | 43     | 56,15 s | 43     | 56,28 s | 42     | 3:45,01 min | 43     |
| Zachary Zoller Paul Zar David Entwistle Alexander Poe | Viererbob  | 53,79 s | 29     | 53,82 s | 29     | 54,23 s | 28     | 53,81 s | 27     | 3:35,65 min | 28     |

### Rodeln
| Athlet         | Wettbewerb | Lauf 1   | Lauf 1 | Lauf 2   | Lauf 2 | Lauf 3   | Lauf 3 | Lauf 4   | Lauf 4 | Gesamt       | Gesamt |
| Athlet         | Wettbewerb | Zeit     | Rang   | Zeit     | Rang   | Zeit     | Rang   | Zeit     | Rang   | Zeit         | Rang   |
| -------------- | ---------- | -------- | ------ | -------- | ------ | -------- | ------ | -------- | ------ | ------------ | ------ |
| Frauen         |            |          |        |          |        |          |        |          |        |              |        |
| Anne Abernathy | Einsitzer  | 50,698 s | 22     | 50,190 s | 19     | 49,776 s | 18     | 50,167 s | 19     | 3:20,831 min | 20     |
| Männer         |            |          |        |          |        |          |        |          |        |              |        |
| Kyle Heikkila  | Einsitzer  | 52,007 s | 26     | 52,007 s | 24     | 51,519 s | 20     | 51,703 s | 21     | 3:27,236 min | 23     |

## Weblink
- Olympiamannschaft der Amerikanischen Jungferninseln 1994 in der Datenbank von Sports-Reference (englisch; archiviert vom Original)